# Mezí
Mezí (německy Mösing) je vesnice, část města Manětín v severozápadní části okresu Plzeň-sever v Plzeňském kraji. Katastrální území Mezí měří 437,26 hektaru.

## Historie
První písemná zmínka o vesnici pochází z roku 1361.

## Přírodní poměry
Mezí se rozkládá na obou březích Manětínského potoka těsně za jeho soutokem s Krašovským potokem. Ves leží 5,5 kilometru severoseverozápadně od Manětína. Na severu sousedí s Lukovou, na jihovýchodě s Újezdem a na západě se Zhořcem. Jižně od vsi se tyčí osamocená stolová hora Kozelka se stejnojmennou přírodní rezervací.

## Obyvatelstvo
Při sčítání lidu v roce 1921 zde žilo 141 obyvatel (z toho 61 mužů) německé národnosti, kteří byli římskými katolíky. Podle sčítání lidu z roku 1930 měla vesnice 144 obyvatel německé národnosti, kteří se s výjimkou jednoho evangelíka hlásili k římskokatolické církvi.
| Rok            | 1869 | 1880 | 1890 | 1900 | 1910 | 1921 | 1930 | 1950 | 1961 | 1970 | 1980 | 1991 | 2001 | 2011 | 2021 |
| -------------- | ---- | ---- | ---- | ---- | ---- | ---- | ---- | ---- | ---- | ---- | ---- | ---- | ---- | ---- | ---- |
| Počet obyvatel | 135  | 141  | 147  | 147  | 141  | 141  | 144  | 85   | 68   | 78   | 81   | 70   | 58   | 56   | 49   |
| Počet domů     | 25   | 26   | 26   | 27   | 26   | 28   | 31   | 26   | 48   | 19   | 17   | 21   | 21   | 20   | 21   |

## Obecní správa
Při sčítání lidu v letech 1869–1890 Mezí bylo osadou obce Újezd v okrese Kralovice. V letech 1900–1975 bylo samostatnou obcí, se kterým patřilo nejprve do okresu Kralovice, ale v roce 1950 v okrese Toužim a v letech 1961–1975 v okrese Plzeň-sever. Od 1. ledna 1976 je částí města Manětín v okrese Plzeň-sever. V letech 1950–1975 k obci patřily Luková a Zhořec.

## Doprava
V Mezí se nachází jediný evidovaný český silniční brod, ev. č. 19311-1, přes Manětínský potok proti domu čp. 9. Ačkoliv podle oficiální evidence přes něj vede silnice III/19311, ve skutečnosti je doprava svedena po místní komunikaci přes nedaleký most a úsek silnice přes brod vůbec nevypadá jako silnice. 